# Боэльман, Леон
Леон Боэльман (фр. Léon Boëllmann; 9 сентября 1862 года, Энсисем, Эльзас — 11 октября 1897 года, Париж) — французский композитор и органист.
Сын эльзасского аптекаря. В 1875 году Боэльман поступил в парижскую Школу религиозной музыки Луи Нидермейера (фр.), ведущими преподавателями которой были два зятя Нидермейера, органист Эжен Жигу и композитор Гюстав Лефевр. Успешно окончив школу в 1881 году, Боэльман получил место органиста в парижской церкви. В 1885 году он женился на дочери Лефевра, породнившись, таким образом, с обоими своими наставниками. Родители Боэльмана к этому времени умерли, и бездетный Жигу официально усыновил 23-летнего композитора. С того же времени Боэльман стал ассистентом Жигу в открытой последним собственной Школе органа, импровизации и хорального пения; среди учеников Жигу и Боэльмана по этой школе был, в частности, Альбер Руссель.
Боэльман много гастролировал по Европе, писал критические статьи для журнала «Art Musical» под псевдонимами «Le Révérend père Léon» (фр. Преподобный отец Леон) и «Un garçon de la Salle Pleyel» (фр. Парень из зала Плейель). Его композиции получали высокую оценку современников — выразившуюся, в частности, в нескольких премиях новосозданного Международного общества органистов и капельмейстеров. За 16 лет своей композиторской карьеры он создал около 160 сочинений, лежащих в русле французской позднеромантической школы. Значительная часть этих произведений предназначена для органа (соло, с голосом или хором), однако Боэльман писал и для оркестра — в частности, определённой известностью пользовались его «Симфонические вариации для виолончели с оркестром» (1892). Шедевром Боэльмана является «Готическая сюита» для органа (1895), до сих пор остающаяся едва ли не самым часто исполняемым органным произведением конца XIX века.
В 1886 году награждён званием офицера академии Ордена Академических пальм.